# Strathgartney Provincial Park
Strathgartney Provincial Park är en park i Kanada.   Den ligger i provinsen Prince Edward Island, i den östra delen av landet, 1 000 km öster om huvudstaden Ottawa. Strathgartney Provincial Park ligger 56 meter över havet.
Terrängen runt Strathgartney Provincial Park är platt. Närmaste större samhälle är Charlottetown, 15,9 km öster om Strathgartney Provincial Park. 
Omgivningarna runt Strathgartney Provincial Park är en mosaik av jordbruksmark och naturlig växtlighet. Runt Strathgartney Provincial Park är det glesbefolkat, med 16 invånare per kvadratkilometer.